# Округ Кронах
Округ Кронах је округ на северу немачке државе Баварска. Припада регији Горња Франачка. 
Површина округа је 651,5 км². Крајем 2008. имао је 71.609 становника. Има 18 насеља, а седиште управе је у граду Кронах.